# إراسل
إراسل (بالإنجليزية: Erasure)‏ هما ثنائي إنجليزي موالفة بوب تم تشكيلهما في لندن عام 1985، ويتألف من المغني الرئيسي وكاتب الأغاني آندي بيل مع كاتب الأغاني والمنتج وعازف لوحة المفاتيح فينس كلارك، المعروف سابقًا باسم المشارك- مؤسس فرقة Depeche Mode وعضو في ثنائي موسيقى البوب Yazoo. من أغنيتهم الرابعة "أحيانًا" (1986)، أسست Erasure نفسها على مخطط الفردي في المملكة المتحدة، لتصبح واحدة من أكثر الأعمال نجاحًا في منتصف الثمانينيات وحتى منتصف التسعينيات. من عام 1986 إلى عام 2007، حقق الزوج 24 إدخالًا متتاليًا من أعلى 40 إدخالًا في مخطط الفردي في المملكة المتحدة. بحلول عام 2009، كان 34 من أصل 37 أغنية فردية وEPs مؤهلة للرسم البياني قد وصلوا إلى أعلى 40 في المملكة المتحدة، بما في ذلك 17 صعدوا إلى المراكز العشرة الأولى. في 1989 جوائز بريت، فاز Erasure بجائزة بريت لأفضل مجموعة بريطانية.
ظهر Erasure لأول مرة مع ألبوم الاستوديو Wonderland في عام 1986، إلا أنه لم يكن أداؤه جيدًا من حيث الرسم البياني. مع إصدارهم الثاني The Circus في العام التالي في عام 1987، حقق الألبوم نجاحًا كبيرًا، حيث ارتفع الألبوم إلى المرتبة السادسة في المملكة المتحدة وأنتج أربعة من أفضل 20 أغنية فردية. تم إصدار ألبومهم الاستوديو الثالث، The Innocents في عام 1988، في المركز الأول وتبعه في نفس العام ألبوم Christmas EP Crackers International الذي بلغ ذروته في المرتبة الثانية. وضع The Innocents المشهد على أنه الأول في سلسلة من الألبومات التي تم وضعها في المركز الأول، مع وصول إصداراتهم الخمسة الطويلة التالية أيضًا إلى المركز الأول في مخطط ألبومات المملكة المتحدة: الألبومات Wild! (1989) وجائزة ميركوري المرشحة للجوقة (1991)، تحية ABBA EP Abba-esque (1992)، المجموعة Pop! أول 20 زيارة (1992)، ثم ألبوم الاستوديو I Say I Say I Say (1994).

## وصلات خارجية
- الموقع الرسمي
- إراسل على موقع IMDb (الإنجليزية)
- إراسل على موقع ميتاكريتيك (الإنجليزية)
- إراسل على موقع روتن توميتوز (الإنجليزية)
- إراسل على موقع مونزينجر (الألمانية)
- إراسل على موقع ميوزك برينز (الإنجليزية)
- إراسل على موقع رولينغ ستون (الإنجليزية)
- إراسل على موقع أول موفي (الإنجليزية)
- إراسل على موقع أول ميوزيك (الإنجليزية)
- إراسل على موقع ديسكوغز (الإنجليزية)
- إراسل على موقع كينوبويسك (الروسية)